# Kérou
Kérou – miasto w północnym Beninie, w departamencie Atakora. Położone jest około 480 km na północ od stolicy kraju, Porto-Novo. W spisie ludności z 11 maja 2013 roku liczyło 54 276 mieszkańców.